# Estudio en forma de minueto
El Estudio en forma de minueto es un estudio para guitarra del guitarrista español Francisco Tárrega.

## Composición y análisis
Francisco Tárrega produjo un gran número de composiciones y arreglos para guitarra como piezas para ser interpretadas únicamente para fines personales. Este estudio fue terminado mientras vivía en Barcelona en 29 de septiembre de 1906. Fue dedicada a Consuelo Pascual de Bordum y más tarde fue publicado por Vidal Llimona y Boceta. Toda la pieza, que consta de solo una sección en tonalidad mayor, está en la mayor. Dado que las composiciones de Tárrega eran divertimentos personales en aquel tiempo, se ha publicado muchas veces en diferentes colecciones y ha recibido diversos números de catálogo. Sin embargo, no existe un sistema de catalogación definitivo para las composiciones de Tárrega.

## Grabaciones
La siguiente es una lista de grabaciones de esta pieza:
| Guitarrista   | Sello               | Año  | Formato |
| ------------- | ------------------- | ---- | ------- |
| Narciso Yepes | Deutsche Grammophon | 1982 | CD      |